# محمد مونتاري
محمد مونتاري (مواليد 20 ديسمبر 1993 في كوماسي) هو لاعب كرة قدم قطري من أصل غاني يلعب مع نادي الغرافة كمهاجم. تم تجنيسه كي يلعب ل‍منتخب قطر لكرة القدم.
لعب سابقاً بأندية الجيش ولخويا.

## مسيرة اللاعب
بدأ مع نادي الجيش وانتقل في عام 2015 إلى نادي لخويا و في عام 2017 صدر قرار بدمج نادي لخويا مع نادي الجيش تحت مسمى نادي الدحيل و انظم بعدها إلى نادي الدحيل و أعاره الدحيل بعدها إلى النادي الأهلي وانتقل إلى نادي الغرافة في عام 2024.

## مسيرته الدولية
تم استدعاؤه للانضمام إلى المنتخب القطري في ديسمبر 2014. وكان أول ظهور له في مباراة ودية أمام إستونيا، مسجلاً أولى أهدافه.

## روابط خارجية
- محمد مونتاري على موقع الاتحاد الأوربي (الإنجليزية)
- محمد مونتاري على موقع قاعدة بيانات كرة القدم.إي يو (الإنجليزية)
- محمد مونتاري على موقع ليكيب (الفرنسية)
- محمد مونتاري على موقع ناشيونال فوتبول تيمز (الإنجليزية)
- محمد مونتاري على موقع Soccerway.com (الإنجليزية)
- محمد مونتاري على موقع عالم كرة القدم.نت (الإنجليزية)